# 柳林洲街道
西城街道，中华人民共和国湖南省岳阳市君山区下属的一个街道，位于君山区东部。因位于城区西郊得名。

## 建制沿革
- 2000年12月18日，原君山农场的望城分场和林阁分场合并，设置西城街道。

## 行政区划
西城街道下辖4个居委会、5个行政村：
- 林角佬居委会、望城居委会、松湖居委会、景明路居委会
- 上反嘴村、二洲子村、洞庭村、双元村、黄泥套村
- 君山芦苇总场、君山林果花木公司